# Bestune NAT
FAW Bestune NAT — разработанный специально для такси электрический компактвэн выпускаемый с 2021 года китайской маркой Bestune концерна FAW.

## Описание
Модель была представлена в январе 2022 года на Автошоу электромобилей в Хайкоу под именем FAW Bestune E05, но сменила название на NAT (Next Automatic Taxi).
Разработанный специально для работы в такси в кузове компактвэна модель имеет сдвижную заднюю дверь по правому борту, при этом левая задняя дверь — обычная, распашная.
Пространство для ног сзади оценивается в 1007 мм, просторным задним диваном с ровным полом. Последнее обеспечивается электрической природой компактвэна, которая позволила при длине 4450 миллиметров растянуть колёсную базу до 2850 миллиметров. Объём багажника — 454 л.
На рынок модель вышла в мае 2021 года, цена от 147 800 юаней, но не продаётся в розницу, только для сервисов такси — электровэны используются в парках в том числе крупнейших операторов T3 Chixing и DiDi.
| Год  | Объём продаж |
| ---- | ------------ |
| 2021 | 9 130        |
| 2022 | 17 968       |

## Технические характеристики
Построена на платформе FME на базе электрического кроссовера Bestune E01, но короче на 189 мм при увеличенной на 10 мм колёсной базе.
Подвеска: передняя — типа McPherson, задняя — полузависимая со поперечной торсионной балкой.
Привод — передний.
Двигатель — один электромотор на передней оси мощностью 100 кВт (136 л. с.), ёмкость батареи — 55 кВт·ч, по данным производителя запас хода на одной зарядке — 419 км по циклу NEDC (однако, эта методика расчёта считается устаревшей и некорректной, практически запас хода около 300 км), конструктивно предусмотрена быстрая замена использованных аккумуляторов на заряженные.

## В России
Официально в Россию не поставляется, однако осенью 2022 года один из столичных дилеров концерна FAW предлагал поставку модели под заказ Bestune NAT за 2,5 миллиона рублей.
В начале 2023 года было заявлено о планах начать сборку и до конца 2023 года собрать 2000 машин Bestune NAT под маркой Alfarus компанией «Альфа Тех» в Энгельсе, однако, проект реализован не был, тем не менее, партия таких электрокаров была завезена в Россию, и за 2023 год реализовано 82 автомобиля.

## Галерея
| - Bestune NAT - Вид сзади |